# Raymond Andrew Paynter, Jr.
Raymond Andrew Paynter, Jr. (* 29. November 1925 in New York City; † 10. Juli 2003 in Weston, Massachusetts) war ein US-amerikanischer Ornithologe. Sein Forschungsschwerpunkt waren die Taxonomie und Zoogeografie der neotropischen Avifauna.

## Leben
Mit 16 beendete Paynter die Cheshire Academy, eine strenge auf das College vorbereitende Schule. Anschließend verwendete er das Geld, das er durch Gartenarbeit verdient hatte, für eine Reise nach Mexiko, um die Tropen aus erster Hand zu sehen. Dies weckte sein Interesse für die Naturkunde. 1946 graduierte er am Bowdoin College. Seine Studien über das Verhalten der Heringsmöwen auf der kanadischen Insel Kent Island gehörten zu den ersten Publikationen über dieses Langzeitprojekt. Kurz darauf sammelte Paynter für einige Jahre Vögel in Zentral- und Südmexiko. Diese Forschungsarbeit bildete die Grundlage seiner Dissertation „Ornithogeography of the Yucatan Peninsula“, mit der er 1954 an der Yale University zum Ph.D. promovierte.
Durch Sidney Dillon Ripley teilweise finanziell gefördert, verbrachte Paynter die folgenden Jahre damit, Vögel für das Peabody Museum of Natural History und das Museum of Comparative Zoology (MCZ) zu sammeln. Neben seiner Arbeit in Mittelamerika sammelte er in Nepal, Pakistan und Indien. 1953 wurde er Assistenzkurator am MCZ. 1961 wurde er Kurator der Vogelabteilung und Hauptdozent in Harvard. Im November 1965 endete eine Expedition für Paynter und seine Frau Elizabeth Storer fast tödlich. Während die Paynters in den bewaldeten Anden im südöstlichen Ecuador lagerten, wurden sie von abergläubischen Einheimischen mit Macheten angegriffen. Elizabeth Storer, die an der Kopfhaut und an der Hand verletzt wurde, stellte sich tot. Paynter versuchte vergeblich eine Waffe zu montieren und flüchtete schließlich aus dem eingestürzten Zelt. Er erlitt einen doppelten Schädelbruch und sein Arm war fast abgetrennt. Die Angreifer hielten ihn für tot und ließen ihn am Rande eines Grabens zurück. David Norton, ein Schüler der Paynters, war in der Lage zu fliehen und Hilfe vom, vor der ecuadorianischen Küste stationierten Lazarettschiff U.S.S. Hope zu holen. Zur Besatzung gehörten US-amerikanische Ärzte, die ihre ecuadorianischen Amtskollegen in Cuenca ausbildeten und die die Paynters am folgenden Tag retten konnten.
Paynters ursprüngliche Position in Harvard wurde geschaffen, um Ernst Mayr bei der Fertigstellung der Buchreihe Check-list of Birds of the World zu helfen, die nach dem Tod von James Lee Peters im Jahr 1952 unterbrochen wurde. Schließlich wurde er Co-Autor und Mitherausgeber der letzten sechs Bände dieses monumentalen Handbuches. Diese Arbeit führte zur Überarbeitung der Systematik der Finken (Fringillidae), Tangaren (Thraupidae), Kardinäle (Cardinalidae) sowie der Ammern (Emberizidae), insbesondere der Buschammern (Atlapetes). 1966 wurde er Herausgeber der „Publications of the Nuttall Ornithological Club“, eine Position, die er 32 Jahre, mit der Veröffentlichung der Bände 6 bis 27, innehatte. 1970 begann Paynter sein umfangreichstes Projekt. Frustriert über das Fehlen eines organisierten Kartierungs-Nachweises über die Fundorte der südamerikanischen Vogelsammlung im MCZ, erstellte Paynter einen Karteikartenkatalog über alle Lokalitäten, die er auf den Präparatsetiketten oder in der taxonomischen Literatur vorfand. Auf jeder Karteikarte wurden der Fundort, alle alternativen Schreibweisen, Bemerkungen über den oder die Sammler und den Sammelzeitpunkt sowie Längengrad, Breitengrad und Höhenangabe der Fundstelle vermerkt.
Während die Kartei, die er mit seinen freiwilligen Schülern aufbaute, wuchs, erkannte Paynter zunehmend ihre Bedeutung für alle zukünftigen neotropischen Systematiker. Unterstützt von seiner Assistentin Alison Pirie veröffentlichte er zwischen 1975 und 1993 elf akribisch recherchierte ornithologische Gazetteers, die alle 13 südamerikanischen Staaten umfassten. Mehrere davon basierten auf der Arbeit von Melvin Alvah Traylor junior, einem Kollegen und Freund von Paynter, der am Field Museum of Natural History in Chicago arbeitete. Paynter veröffentlichte mehrere zweite Auflagen dieser Gazetteers. Innerhalb weniger Wochen nach den Abschlussarbeiten zur Revision des Bandes über Venezuela erlitt er einen Schlaganfall, so dass das Manuskript unveröffentlicht blieb. Paynters Beiträge zur Ornithologie umfassen 130 Publikationen und herausgegebene Bände. Paynter beschrieb einige neotropische Vogeltaxa, darunter Dendrocitta vagabunda bristoli, eine Unterart der Wanderbaumelster (Dendrocitta vagabunda), Piranga roseogularis tincta, eine Unterart der Rosenkehltangare (Piranga roseogularis), Emberiza buchanani neobscura, eine Unterart des Steinortolans (Emberiza buchanani) und Rallus longirostris grossi, eine Unterart der Klapperralle (Rallus longirostris).

## Ehrungen und Dedikationsnamen
1980 widmete ihm John W. Fitzpatrick das Taxon Atlapetes leucopterus paynteri, eine Unterart der Spiegelbuschammer (Atlapetes leucopterus). 2001 wurde er gemeinsam mit Melvin Alvah Traylor, junior mit der Elliot-Coues-Medaille der American Ornithologists’ Union (AOU) ausgezeichnet, wo er 1946 beitrat, 1952 gewähltes Mitglied und 1963 Fellow wurde.